# Claude Michel (pilote)
 (avril 2023).
Si vous disposez d'ouvrages ou d'articles de référence ou si vous connaissez des sites web de qualité traitant du thème abordé ici, merci de compléter l'article en donnant les références utiles à sa vérifiabilité et en les liant à la section « Notes et références ».
Pour les articles homonymes, voir Claude Michel et Michel.
Claude Michel est (avec quelques autres, Henri Chemin, William Reiber, Pierre Julien, Marc Seguin, etc.), le père spirituel du (SRT) Simca Racing Team.
Il a joué un rôle essentiel pour la vulgarisation du sport automobile. Le Simca Racing Team avec les fantastiques[non neutre] Simca 1000 rallye a compté plus de 70 000 adhérents et 7 200 pilotes dans plus de 180 clubs, ce qui le place au premier rang des associations dans le domaine de la compétition automobile.